# Nazionale maschile di pallanuoto di Cuba
La nazionale di pallanuoto maschile di Cuba è la rappresentativa nazionale cubana nelle competizioni internazionali maschili di pallanuoto. La federazione a cui fa riferimento è la Federación Cubana de Natación.

## Storia
Rappresenta una delle migliori nazionali extraeuropee. Ha conquistato un quarto posto mondiale, un quinto posto olimpico e un bronzo in Coppa del Mondo. In ambito continentale ha ottenuto un successo ai Giochi panamericani e altri sette podi in questa manifestazione. I cubani hanno anche conquistato due argenti ed un bronzo ai mondiali giovanili.

## Risultati
Olimpiadi
- 1968 8º
- 1972 9º
- 1976 7º
- 1980 5º
- 1992 8º

Mondiali
- 1973 6º
- 1975 4º
- 1978 9º
- 1982 5º
- 1986 7º
- 1991 11º
- 1994 11º
- 2005 12º

Giochi panamericani
- 1967 4º
- 1971 ' Argento
- 1975  Bronzo
- 1979  Argento
- 1983  Argento
- 1987  Argento
- 1991  Oro
- 1995  Bronzo
- 1999  Argento
- 2007 4º
- 2011 4º
- 2023 7º

Coppa del Mondo
- 1981  Bronzo
- 1983 8º
- 1987 7º
- 1993 8º

## Formazioni
Giochi olimpici - Città del Messico 1968Periche • Arcos • M. García • Valdés • Junco • Martínez Ginoris • C. Rodríguez • O. García • R. Rodríguez • Cañete • Pérez, CT: -
Giochi olimpici - Monaco di Baviera 1972Periche • D. Rodríguez • Rizo • Martínez • Cowley • Almenteros • Sánchez • G. Rodríguez • García • Cañete • Pérez, CT: -
Giochi olimpici - Montréal 1976Periche • García • Peña • Costa • D. Rodríguez • N. Domínguez • Rizo • Almenteros • Pérez • G. Rodríguez • O. Domínguez, CT: -
Giochi olimpici - Mosca 1980Periche • Cowley • Díaz • Costa • D. Rodríguez • N. Domínguez • Rizo • Ramos • Benítez • G. Rodríguez • O. Domínguez, CT: -
Giochi olimpici - Barcellona 19921 Ramos, 2 Derouville, 3 Díaz, 4 Blay, 5 Cuesta, 6 Hernández Olivera, 7 Martínez Luis, 8 García, 9 Pérez, 10 Barreras, 11 Fernández, 12 del Valle, 13 Hernández Silveira, CT: Osvaldo García